# Open de Paris 2012
L'Open de Paris 2012 est une compétition internationale de karaté constituant la première étape de la Karate1 Premier League 2012, deuxième édition de la Karate1 Premier League. Il s'est tenu à Paris, en France, du 14 15 janvier 2012.

## Résultats
| Position | Nom                         | Club/équipe                       |
| -------- | --------------------------- | --------------------------------- |
| 1        | Antonio José Díaz Fernandez | Venezuela                         |
| 2        | Cleiver Casanova            | Venezuela                         |
| 3        | Mattia Busato               | Italie                            |
| 3        | Miguel Galindo              | Venezuela                         |
| 5        | Juan Carlos Andrade Munoz   | Mexique                           |
| 5        | Jorge Caeiros               | Associação Desportiva Bobadelense |
| 7        | Vladimír Míček              | République tchèque                |
| 7        | Ahmed Ashraf Shawky         | Égtpte                            |

| Position | Nom                  | Club/équipe |
| -------- | -------------------- | ----------- |
| 1        | Rika Usami           | Japon       |
| 2        | Kazuyo Inoue         | Japon       |
| 3        | Rimi Kajikawa        | Japon       |
| 3        | Sandy Scordo         | France      |
| 5        | Sara Battaglia       | Italie      |
| 5        | Sandra Sánchez Jaime | Espagne     |
| 7        | Cathaysa Barroso     | Vistabella  |
| 7        | Yohana Sanchez       | Venezuela   |

| Position | Club/équipe                    |
| -------- | ------------------------------ |
| 1        | France                         |
| 2        | Croatie                        |
| 3        | KD Lich                        |
| 3        | KC de Villepinte et Omnisports |
| 5        | Budućnost Podgorica            |
| 5        | Budokan Karate Orléan          |
| 7        | SKB Epinay Sous Senart         |

| Position | Club/équipe  |
| -------- | ------------ |
| 1        | Italie       |
| 2        | Croatie      |
| 3        | Spazio Sport |

| Position | Nom                     | Club/équipe                 |
| -------- | ----------------------- | --------------------------- |
| 1        | Johan Lopes             | France                      |
| 2        | Antonio Vastola         | APD Shirai Club S.Valentino |
| 3        | Michele Giuliani        | Italie                      |
| 3        | Luca Maresca            | Italie                      |
| 5        | Raphael Piras           | Belgique                    |
| 5        | Vincent Vasseur         | Pays-bas                    |
| 7        | Angelo Crescenzo        | Italie                      |
| 7        | Francisco Vallejo Bravo | Equateur                    |

| Position | Nom                | Club/équipe          |
| -------- | ------------------ | -------------------- |
| 1        | William Rollé      | France               |
| 2        | Abdelillah Boujedi | Maroc                |
| 3        | Raphaël Bonelli    | Full Karate Academie |
| 3        | Nikolaos Gidakos   | Grèce                |
| 5        | Samir Benali       | KC Colombes          |
| 5        | Redouane Ksekssou  | Maroc                |
| 7        | Danil Domdjoni     | Croatie              |
| 7        | Aleksej Pankratov  | Russie               |

| Position | Nom               | Club/équipe                   |
| -------- | ----------------- | ----------------------------- |
| 1        | Rafael Aghayev    | Azerbaijan                    |
| 2        | Nizar Halim       | Maroc                         |
| 3        | Illya Nikulin     | Ukraine                       |
| 3        | Azdin Rghioui     | France                        |
| 5        | Oualid Bouabaoub  | Algérie                       |
| 5        | Abdel Boujaaba    | Sauvergarde Karate Club       |
| 7        | Abdourhaman Drame | Sporting International Karaté |
| 7        | Bogdan Micov      | Karate Club Makpetrol         |

| Position | Nom                     | Club/équipe                   |
| -------- | ----------------------- | ----------------------------- |
| 1        | Diego Davy Vandeschrick | Belgique                      |
| 2        | Akif Mehmet Bolat       | Allemagne                     |
| 3        | Thomas Aubertin-Tanguy  | Sporting International Karaté |
| 3        | Yaroslav Horuna         | Ukraine                       |
| 5        | Ognen Gruevski          | Karate Club Metalurg          |
| 5        | Homero Morales          | Mexique                       |
| 7        | Hicham Halim            | Maroc                         |
| 7        | Stojan Tasevski         | Karate Club Metalurg          |

| Position | Nom                        | Club/équipe           |
| -------- | -------------------------- | --------------------- |
| 1        | Zarko Arsovski             | Karate Club Makpetrol |
| 2        | Stefano Maniscalco         | Italie                |
| 3        | Almir Cecunjanin           | Montenegro            |
| 3        | Jonathan Horne             | Allemagne             |
| 5        | Christopher De Sousa Costa | Canada                |
| 5        | Moreno Sheppard            | Pays-bas              |
| 7        | Soufiane Boudabbouz        | Maroc                 |
| 7        | Ridvan Kaptan              | Turquie               |

| Position | Nom               | Club/équipe                    |
| -------- | ----------------- | ------------------------------ |
| 1        | Betty Aquilina    | Provence Karate Club Martigues |
| 2        | Alexandra Recchia | France                         |
| 3        | Dyhia Chikhi      | Algérie                        |
| 3        | Asunur Yildirimer | Turquie                        |
| 5        | Giorgia Gargano   | Italie                         |
| 5        | Emilie Thouy      | France                         |
| 7        | Wan Yu Choi       | Hong Kong                      |
| 7        | Chiara Soldi      | CTR Lombardia                  |

| Position | Nom               | Club/équipe           |
| -------- | ----------------- | --------------------- |
| 1        | Maéva Samy        | France                |
| 2        | Bahar Erseker     | Turquie               |
| 3        | Lucie Ignace      | France                |
| 3        | Natasa Ilievska   | Karate Club Makpetrol |
| 5        | Ilham Eldjou      | Algérie               |
| 5        | Genesis Navarrete | Venezuela             |
| 7        | Jana Bitsch       | Allemagne             |
| 7        | Chahinez Bounab   | Sik Phoceen           |

| Position | Nom                           | Club/équipe          |
| -------- | ----------------------------- | -------------------- |
| 1        | Alisa Buchinger               | Autriche             |
| 2        | Lolita Dona                   | France               |
| 3        | Cristina Ferrer Garcia        | Espagne              |
| 3        | Natalie Karina Joyce Williams | Beckenham Renshinkai |
| 5        | Kamille Desjardins            | Canada               |
| 5        | Nesrine Kherrar               | Algérie              |
| 7        | Noemi Kornfeld                | Suisse               |
| 7        | Amandine Noel                 | Garges               |

| Position | Nom                | Club/équipe                 |
| -------- | ------------------ | --------------------------- |
| 1        | Maria Weiß         | Allemagne                   |
| 2        | Inga Sherozia      | Center of Martial Arts Alfa |
| 3        | Tiffany Fanjat     | France                      |
| 3        | Kamila Warda       | Pologne                     |
| 5        | Hafsa Seyda Burucu | Turquie                     |
| 5        | Stephanie Kaup     | Autriche                    |
| 7        | Lydie Chantry      | KC De Condé                 |
| 7        | Cheryl Murphy      | États-Unis                  |

| Position | Nom                  | Club/équipe          |
| -------- | -------------------- | -------------------- |
| 1        | Nadege Ait Ibrahim   | France               |
| 2        | Katie Hurry          | Sport Karate Academy |
| 3        | Anne Laure Florentin | France               |
| 3        | Maša Martinović      | Croatie              |
| 5        | Vanesca Nortan       | Pays-bas             |
| 5        | Fatima Zahra Nouass  | Maroc                |
| 7        | Alessia Coppola Neri | Kodokan Firenze      |
| 7        | Ruth Soufflet        | France               |